# Omar El Kaddouri
Omar El Kaddouri (arabă عمر القدوري; n. 21 august 1990, région métropolitaine de Bruxelles, Valonia, Belgia) este un fotbalist belgian și marocan, care joacă pe post de mijlocaș ofensiv la SPAL 2013 în Serie B. Pe plan internațional, are prezențe la națională pentru Belgia U21⁠(d), Maroc U23⁠(d) și Maroc.

## Cariera de club

### Începuturile
Născut în Belgia din părinți riffian-marocani, El Kaddouri și-a început cariera de fotbalist la K. Diegem Sport. Ulterior, s-a mutat la Anderlecht după ce a fost urmărit de sistemul lor de tineret. În timpul Torneo di Viareggio din 2007, a fost urmărit de clubul italian de fotbal Brescia, care l-a semnat în 2008.
A jucat două sezoane cu echipa de tineret din Brescia, reușind și o apariție la prima echipă când a intrat din postura de rezervă împotriva lui Livorno pe 30 martie 2009, la doar 18 ani. Din cauza lipsei de oportunități la prima echipă, a fost trimis la Südtirol din Lega Pro, unde a acumulat 32 de apariții, marcând două goluri și asistând alte 10.

### Brescia
În perioada 2011-2012, El Kaddouri s-a întors la Brescia, care a decis să-l stabilească în centrul formulei de joc. Pe 3 octombrie 2011, el a marcat al doilea gol în victoria contra lui Cittadella. Pe 5 martie 2012, a marcat al cincilea gol al sezonului pentru Brescia împotriva lui Gubbio, din pasa lui primită de la Jonathas. A încheiat sezonul cu 38 de apariții și 7 goluri.

### Napoli
La 24 august 2012, El Kaddouri a semnat oficial cu Napoli în baza unui acord de coproprietate pentru 2 milioane de euro.
El a debutat oficial cu napolitanii pe 20 septembrie ca titular într-un meci din Europa League împotriva echipei suedeze AIK Fotboll; Debutul său în Serie A a avut loc pe 2 decembrie, într-un meci pe teren propriu cu Pescara. A adunat 7 apariții în Serie A, având 14 în toate competițiile pe parcursul sezonului.
Pe 20 iunie 2013, Napoli a achiziționat a doua jumătate a contractului său de la Brescia.

#### Torino

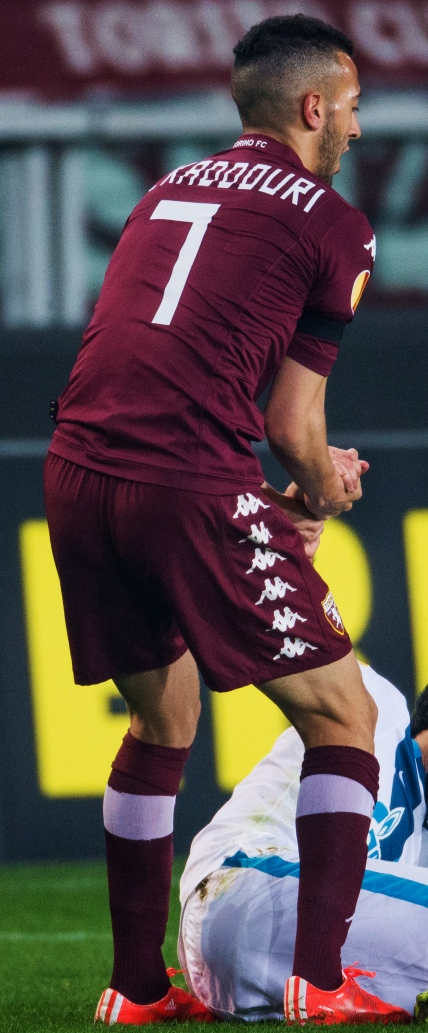
El Kaddouri cu Torino

La 11 iulie 2013, El Kaddouri a fost împrumutat la Torino cu dreptul de a răscumpăra jumătate din contractul său în coproprietate. El și-a făcut debutul pe 17 august în turul al treilea al Cupei Italiei, o înfrângere cu 1–2 în fața Pescarei, înlocuindu-l pe Alexander Farnerud la pauză. Pe 24 noiembrie, el a marcat primele două goluri pentru Torino în timpul unei victorii cu 4-1 împotriva Cataniei. Pe 17 februarie 2014, el a marcat golul final într-o victorie cu 3-1 în deplasare la Verona, după ce a oferit două pase decisive la golurile anterioare.
În campionat, El Kaddouri a adunat 29 de apariții și 5 goluri. La sfârșitul sezonului, Torino a optat să achiziționeze 50% din contractul său, cu toate acestea, Napoli și-a exercitat dreptul de a-și răscumpăra integral contractul, conform prevederilor. La 1 iulie 2014, a fost reîmprumutat la Torino cu o clauză de răscumpărare. Pe 7 februarie 2015, el a marcat primul său gol al sezonului în timpul unui meci în deplasare împotriva Veronei; jocul s-a încheiat cu 3–1 în favoarea lui Granata .

### Întoarcerea la Napoli
Pe 25 iunie 2015, contractul lui El Kaddouri nu a fost răscumpărat de Torino, și astfel s-a întors la Napoli.

### Empoli
Pe 31 ianuarie 2017, în timpul ferestrei de transferuri de iarnă, El Kaddouri s-a alăturat oficial lui Empoli, mutându-se de la Napoli cu un contract pe trei ani și jumătate, până la 30 iunie 2021.

### PAOK
Pe 24 august 2017, PAOK a anunțat aducerea mijlocașului marocan, care a semnat un contract pe patru ani cu echipa. Pe 14 aprilie 2018, el a marcat primul său gol în Superliga Greciei, într-o victorie cu 3-1 pe teren propriu împotriva lui Panionios. În primul său an cu echipa de la Salonic, a ajutat la cucerirea Cupei Greciei. În sezonul următor a avut clar un rol mai activ în echipă și a profitat de multe ocazii oferite de Răzvan Lucescu, antrenorul lui PAOK. Cu toate acestea, în perioada de transferuri de iarnă, au existat zvonuri puternice despre un posibil transfer la Parma, în Italia, dar după o sugestie a lui Lucescu și Ivan Savvidis, acesta a rămas în cele din urmă la club, iar în finalul sezonului a sărbătorit dubla, după ce echipa a câștigat atât campionatul, cât și cupa. În sezonul 2019-2020, a fost una dintre selecțiile principale pentru formația de start, în timp ce 2020-2021 a fost cel mai productiv an al său cu echipa din Salonic, participând în 39 de meciuri și oferind 3 goluri și 6 pase decisive. În finală a sărbătorit cucerirea cupei Greciei cu PAOK, deși nu a jucat în finală. Acesta a fost al patrulea trofeu la general al lui El Kantouri cu PAOK. Pe 16 iunie 2021, PAOK și El Kantouri au convenit să prelungească contractul cu încă doi ani, cu perspectiva unei prelungiri cu încă un an care, potrivit informațiilor, acesta va fi activat automat dacă va fi atinsă limita de 50% de participare în numărul total de jocuri din sezonul 2022–23. Totuși, el a avut parte de un sezon marcat de accidentări în care a stat mai mult în afara terenului. A bifat 25 de apariții în toate competițiile, dintre care doar fiind folosit în doar șase în formula de start. La sfârșitul sezonului, ambele părți au convenit rezilierea contractului.

### CFR Cluj
Pe 5 ianuarie 2024, acesta a semnat un contract pe 3 sezoane cu clubul din SuperLiga României CFR Cluj.

## Cariera internațională
El Kaddouri a făcut parte din echipa Sub-21 a Belgiei. El a marcat primul său gol pentru ei pe 14 noiembrie 2011 împotriva Angliei într-un meci din preliminariile Campionatului European Sub-21 din 2013. În iulie 2012, a participat la Jocurile Olimpice de la Londra cu Maroc, bifând două apariții.
El Kaddouri a jucat apoi pentru echipa națională a Marocului, debutând pe 14 august 2013 într-un amical împotriva lui Burkina Faso. El a marcat primul său gol pe 23 mai 2014 într-o victorie amicală cu 4-0 împotriva Mozambicului.

## Palmares
PAOK
- Superliga Greciei: 2018–19
- Cupa Greciei: 2017–18, 2018–19, 2020–21;[14] locul secund: 2021–22